# Istočno od raja
Istočno od raja (engl. East of Eden), američka je filmska drama iz 1955. godine redatelja Elije Kazana prema romanu Johna Steinbecka.

## Radnja
U malom kalifornijskom gradiću prije Prvog svjetskog rata, buntovni i inhibirani mladić Cal Trask u sukobu je s ocem, religioznim farmerom Adamom, koji više voli starijeg sina Arona. Cal je ljubomoran i na bratovu sretnu vezu s djevojkom Abrom, u koju se i sam zaljubi jer samo ona razumije njegove frustracije. 
Iako Adam tvrdi da mu je majka Kate umrla, Cal odlazi u potragu za njom i nalazi je kako vodi obližnji bordel. Kad njegov otac izgubi većinu ušteđevine u jednom poslu, Cal od majke posudi 5000 dolara s namjerom da pomogne ocu. Po izbijanju rata zaradi na trgovini grahom. Otac, međutim, odbije pomoć te u svađi Cal otkrije kako zna za majčinu sudbinu.

## Glumačka postava
- James Dean (Cal)
- Raymond Massey (Adam)
- Julie Harris (Abra)
- Jo Van Fleet (Kate)
- Richard Davalos (Aron)
- Burl Ives (Sam)
- Albert Dekker (Will)
- Lois Smith (Ann)

## Kritike
Iako je prigušio biblijske aluzije iz Steinbeckova predloška u korist konkretnije analize frustracija i otuđenosti u američkoj provincijskoj obitelji, Kazan je u svojemu prvom ostvarenju u boji i širokom platnu (cinemascope), zahvaljujući ponajprije efektnoj fotografiji Teda D. McCorda, uspio dočarati Steinbeckov zanos vitalnom snagom prirode (oslikane uglavnom mekim pastelnim bojama) koja nadvladava represivnu puritansku atmosferu kućnih interijera u kojima se odvijaju dramatični sukobi iskazani uglavnom dinamičnim izmjenama kutova snimanja, krupnim planovima i iskrivljavanjima perspektive. Razlažući, dotad najintenzivnije, analizu protagonistovih inhibicija kroz psihoanalitičke sheme, Kazan je angažirao Jamesa Deana, koji je u svojoj prvoj glavnoj ulozi, stilom zasnovanim na grčevitim gestama, postao paradigmatičnim tumačem tzv. buntovnika bez razloga i ikonom prigušenih neuroza mlađih naraštaja onodobne Amerike. 

## Nagrade i nominacije

### Oscar
Film Istočno od raja nominiran je 1956. godine u četiri kategorije za filmsku nagradu Oscar, a osvojio je jednu:
- Oscarom za najbolju sporednu glumicu nagrađena je Jo Van Fleet

U kategorijama 
- Oscar za najboljeg glavnog glumca nominiran je James Dean
- Oscar za najboljeg redatelja nominiran je Elia Kazan
- Oscar za najbolji adaptirani scenarij nominiran je Paul Osborn

## Vanjske poveznice

### Sestrinski projekti
|  | Zajednički poslužitelj ima još gradiva o temi Istočno od raja |